# Biberstein
Biberstein (in einheimischer Mundart: [ˈb̥ʏb̥əɾˌʒ̊tæɪ̯]) ist eine Einwohnergemeinde im Schweizer Kanton Aargau. Sie gehört zum Bezirk Aarau und liegt etwas mehr als drei Kilometer nordöstlich der Kantonshauptstadt Aarau am Nordufer der Aare.

## Geografie
Biberstein liegt zwischen der Aare und dem Homberg, der zur südlichsten Kette des Faltenjuras gehört. Das besiedelte Gebiet erstreckt sich über eine Länge von zweieinhalb Kilometern dem Fluss entlang, wobei sich das Dorfzentrum auf einer erhöht liegenden Terrasse befindet. Im Westen liegt der Ortsteil Wissen, im Osten der Ortsteil Cholgrueben. Das einzige flache Gebiet ist der «Schachen», eine schmale ehemalige Flussaue auf der linken Seite der Aare, die landwirtschaftlich genutzt wird. Der Abhang des Hombergs ist zum grössten Teil bewaldet. Der Wald ist auf einer Höhe von rund 650 Metern durch mehrere Weideflächen aufgelockert.
Das Gemeindegebiet ist 410 Hektaren gross; davon sind 207 Hektaren mit Wald bedeckt und 58 Hektaren überbaut. Der tiefste Punkt liegt auf 360 m am Aareufer, der höchste auf 768 m ü. M. auf dem Homberggrat. Das Gemeindegebiet von Biberstein ist Teil des Juraparks Aargau, einem «Regionalen Naturpark von nationaler Bedeutung». Nachbargemeinden sind Thalheim im Norden, Auenstein im Osten, Aarau im Süden und Küttigen im Westen.

## Geschichte
Im 13. Jahrhundert errichteten die Grafen von Habsburg-Laufenburg die Burg Biberstein. Die erste urkundliche Erwähnung des Ortes erfolgte im Jahr 1280. Beim Namen dürfte es sich um eine Zusammensetzung aus Biber und dem in Burgnamen häufigen Grundwort Stein handeln. Zu der damaligen Herrschaft gehörte auch der Ort Rohr am gegenüberliegenden Ufer, mit dem Biberstein durch eine Fähre verbunden war. Zusätzlich ist in den Jahren 1179 bis 1400 im Bereich der heutigen Gemeindegrenze zu Küttigen das Dorf Aa bezeugt. Im 14. Jahrhundert gab es grossflächige Rodungen am Homberg. 1335 verkauften die Habsburg-Laufenburger die Blutgerichtsbarkeit und die niedere Gerichtsbarkeit an den Johanniterorden in Klingnau. Zwar wurde Biberstein 1319 als Stadt bezeichnet, der Ort besass aber weder Stadt- noch Marktrecht, jedoch seit 1399 eine Ringmauer. 1416 zerstörte eine Feuersbrunst das Städtchen weitgehend, das in der Folge zu einem Dorf absank.

Luftansicht (1954)

Ab 1344 bildete das Dorf zusammen mit Erlinsbach und Küttigen das vom jeweiligen Komtur verwaltete Amt Biberstein. Während des Schwabenkriegs von 1499 wurde Biberstein von den Berner besetzt, die anschliessend einen immer grösseren Einfluss ausübten. 1527 unterstellte Bern die Herrschaft Biberstein, zu der auch Erlinsbach und Küttigen gehörten, eigenmächtig einem Landvogt, der von nun an auf der Burg residierte. 1528 erfolgte die Einführung der Reformation. Sieben Jahre später zwangen die Berner die Johanniter zum Verkauf ihres Besitzes. Das Amt Biberstein lag nun auch formell im Untertanengebiet des Berner Aargaus. Im März 1798 nahmen die Franzosen die Schweiz ein, entmachteten die «Gnädigen Herren» von Bern und riefen die Helvetische Republik aus. Biberstein ist seither eine Gemeinde im Kanton Aargau.
Der erstmals im Jahr 1363 erwähnte Weinbau war neben der Aareschifffahrt lange Zeit der Haupterwerbszweig des Dorfes. 1857 betrug die Anbaufläche noch etwa 20 Hektaren. Wegen der eingeschleppten Reblaus schrumpfte der Weinbau bis Ende des 19. Jahrhunderts zur Bedeutungslosigkeit. Viele Familien verarmten und mussten nach Übersee auswandern. Handwerk und Heimarbeit waren wenig entwickelt, weshalb die nahe Stadt Aarau ein bedeutender Arbeitsort war. Im frühen 20. Jahrhundert war die Bevölkerungszahl stagnierend oder sogar leicht sinkend. 1940 ersetzte die Armee die Fähre durch eine Militärbrücke, die später einer definitiven Konstruktion wich. Nach 1950 entwickelte sich Biberstein zu einer attraktiven Wohnlage. Während sich die Bevölkerungszahl beinahe verdoppelte, richtete sich das wirtschaftliche Geschehen noch mehr als zuvor auf Aarau aus.

## Sehenswürdigkeiten

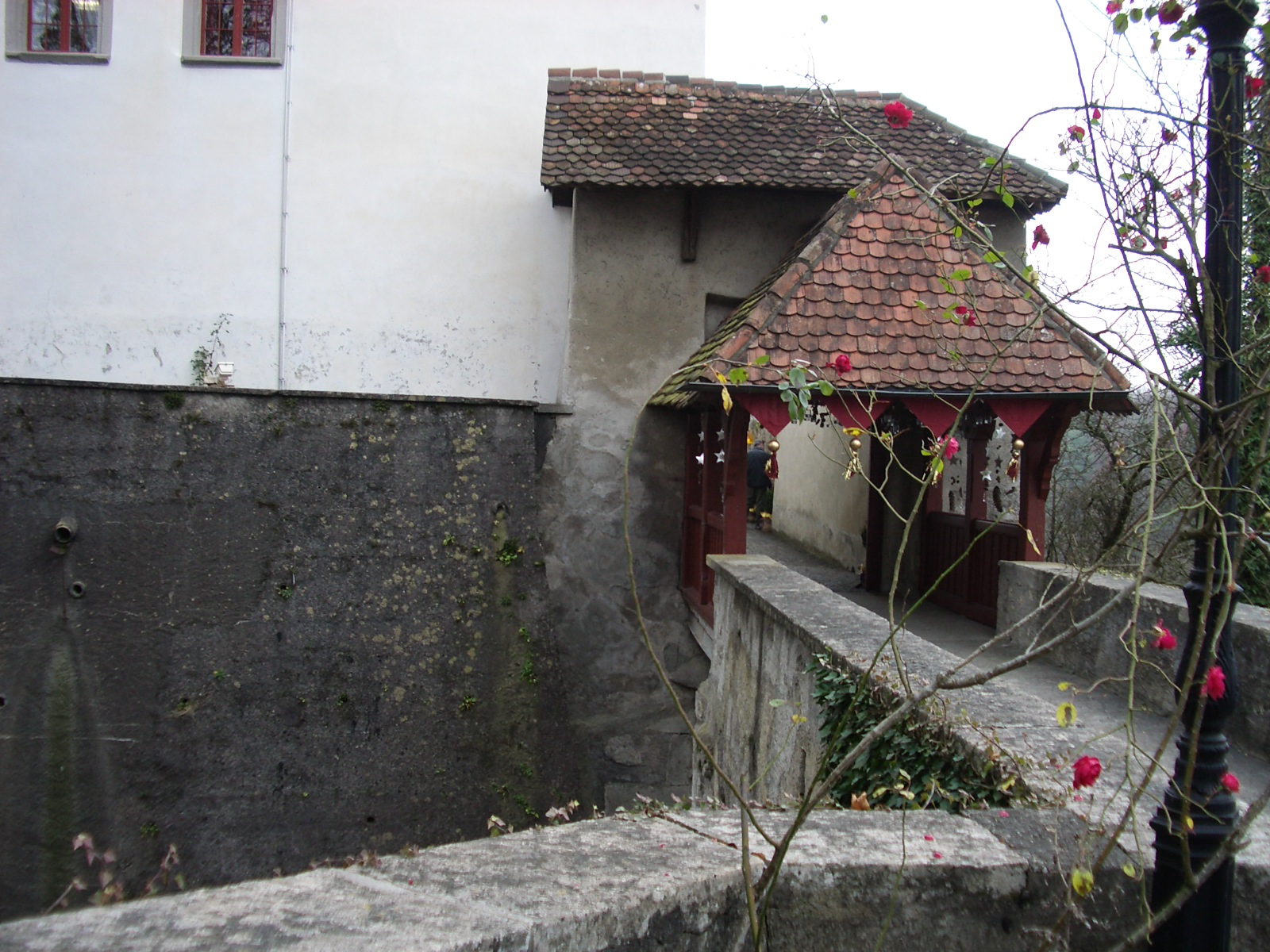
Eingang zum Schloss Biberstein mit Burggraben

Das Schloss Biberstein steht auf einem Felsen nahe am Ufer der Aare und ist auf der westlichen Seite von einem Burggraben umgeben. Es entstand durch den Umbau der mittelalterlichen Burg und dient heute als Wohn-, Arbeits- und Ausbildungsstätte für erwachsene Menschen mit geistiger oder mehrfacher Behinderung. Die Anordnung der Häuser im Dorfzentrum lässt heute noch die einstige kleinstädtische Besiedlungsweise erahnen.
Das Freibad Biberstein ist das erste öffentliche Naturbad der Schweiz. Es wurde im Jahr 2000 eröffnet und ist einem Schwimmteich nachempfunden. Das Badewasser wird im bepflanzten Regenerationsbecken chemiefrei aufbereitet, mit Kies gefiltert und an Pflanzenwurzeln und Mikroorganismen ökologisch gereinigt. Die Anlage umfasst ein Schwimmbecken, ein Kinderbecken und eine Liegewiesen.

## Wappen
Die Blasonierung des Gemeindewappens lautet: «In Rot auf weissem Fels sitzender weisser Biber, an gelbem Holz nagend.» Dieses traditionelle Wappen der Herrschaft Biberstein ist in einer Basler Chronik aus dem 16. Jahrhundert nachgewiesen. Die heute verwendete Version stammt aus dem Jahr 1977, als man einige Details zeichnerisch veränderte (dickeres Holzstück mit Nagespuren, sichtbarer Biberschwanz).

## Bevölkerung

Bevölkerungsentwicklung

Die Einwohnerzahlen entwickelten sich wie folgt:
| Jahr      | 1764 | 1803 | 1850 | 1900 | 1930 | 1950 | 1960 | 1970 | 1980 | 1990 | 2000 | 2010 | 2020 |
| Einwohner | 307  | 464  | 761  | 651  | 549  | 652  | 785  | 823  | 889  | 1104 | 1101 | 1417 | 1588 |

Am 31. Dezember 2023 lebten 1644 Menschen in Biberstein, der Ausländeranteil betrug 11,4 %. Bei der Volkszählung 2015 bezeichneten sich 46,7 % als reformiert und 18,6 % als römisch-katholisch; 34,7 % waren konfessionslos oder gehörten anderen Glaubensrichtungen an. 94,7 % gaben bei der Volkszählung 2000 Deutsch als ihre Hauptsprache an, 1,0 % Englisch, 0,8 % Türkisch und 0,7 % Italienisch.

## Politik und Recht
Die Versammlung der Stimmberechtigten, die Gemeindeversammlung, übt die Legislativgewalt aus. Ausführende Behörde ist der fünfköpfige Gemeinderat. Er wird im Majorzverfahren vom Volk gewählt, seine Amtsdauer beträgt vier Jahre. Der Gemeinderat führt und repräsentiert die Gemeinde. Dazu vollzieht er die Beschlüsse der Gemeindeversammlung und die Aufgaben, die ihm vom Kanton zugeteilt wurden. Für Rechtsstreitigkeiten ist in erster Instanz das Bezirksgericht Aarau zuständig. Biberstein gehört zum Friedensrichterkreis I (Aarau).

## Wirtschaft
In Biberstein gibt es gemäss der im Jahr 2015 erhobenen Statistik der Unternehmensstruktur (STATENT) rund 330 Arbeitsplätze, davon 4 % in der Landwirtschaft, 3 % in der Industrie und 93 % im Dienstleistungssektor. Über drei Viertel der erwerbstätigen Bevölkerung arbeitet ausserhalb, besonders in Aarau. Der grösste Arbeitgeber ist die Stiftung Schloss Biberstein, die das Wohnheim für geistig behinderte Erwachsene und auch den einzigen Dorfladen betreibt.

## Verkehr
Biberstein wird durch die Kantonsstrasse 470 von Aarau über Auenstein nach Wildegg erschlossen. Knapp jenseits der westlichen Gemeindegrenze kreuzt sie sich mit der Hauptstrasse 24 von Aarau über die Staffelegg nach Frick. Eine Brücke führt über die Aare nach Rohr. Der Aare folgt auf der linken Seite ein Abschnitt der von SchweizMobil gekennzeichneten nationalen Velostrecke 8 «Aare-Route». Von der Aarebrücke auf den Homberg und auf dessen Grat verlaufen Wanderwege; beim Punkt 643, einem leichten Sattel im Gratverlauf ganz im Nordosten des Gemeindegebiets, kreuzen sich mehrere Wanderrouten.

## Nahverkehr
Der Anschluss an das Netz des öffentlichen Verkehrs erfolgt durch eine Linie des Busbetriebs Aarau zum Bahnhof Aarau. An Wochenenden verkehrt ein Nachtbus.
- 4 Biberstein Ihegi – Scheibenschachen – Aarau Bahnhof – Suhr Bahnhof
- N21 Aarau Bahnhof – Küttigen – Biberstein – Aarau Bhf

## Bildung
Im Schulhaus von Biberstein werden der Kindergarten und die Primarschule geführt. Die Realschule und die Sekundarschule können in Küttigen besucht werden, die Bezirksschule in Aarau. Die nächstgelegenen Gymnasien sind die Alte Kantonsschule und die Neue Kantonsschule, beide ebenfalls in Aarau.